# 하드웨어 그래픽 가속
하드웨어 그래픽 가속은 CPU의 그래픽 기능을 그래픽 카드와 분배하여 작업하는 기능이다. 이는 그래픽 카드가 장착된 저사양 PC에서 조금이라도 더 원활하게 PC를 이용할 수 있도록 하는 유용한 기능으로, 대부분의 그래픽 카드가 이 기능을 지원한다.

## 같이 보기
- 하드웨어 가속